# Мятеж «фракционеров»
Мятеж «фракционеров» (порт. Fraccionismo, также Nitistas) — попытка государственного переворота в Анголе 27 мая 1977 года. Поднят ортодоксально-коммунистической группировкой Ниту Алвиша против   правительства МПЛА и президента Агостиньо Нето. Подавлен правительственными войсками ФАПЛА, полицией и госбезопасностью DISA при решающей поддержке кубинских войск. Вызвал волну репрессий и общее ужесточение режима НРА на фоне гражданской войны.

## Конфликт в МПЛА

### Разногласия в правящей верхушке
К середине 1976 года в правящей МПЛА обозначился масштабный раскол. Президент НР Ангола Агостиньо Нето и его окружение столкнулись с радикальной внутрипартийной оппозицией. Во главе оппозиционной группы стоял член ЦК МПЛА и правительства НРА Ниту Алвиш. По его имени оппозиционеров называли Nitistas. Ближайшие сподвижники Алвиша служили в политуправлении и спецназе правительственной армии ФАПЛА.
Алвиш и его единомышленники придерживались наиболее жёсткой линии во внутренней и внешней политике. Они настаивали на копировании в Анголе советской модели коммунистического государства, максимальной коммунистической идеологизации режима и централизации власти, ужесточении репрессий, тотальной войне против антикоммунистических повстанцев УНИТА и ФНЛА, размещении на территории Анголы не только кубинских, но и советских войск, разрыве экономических связей с Западом, особенно нефтяных контрактов с Gulf Oil, выходе из Движения неприсоединения. Относительно умеренный курс, проводимый на том этапе президентом Нето и его сторонниками характеризовался как «антикоммунистический и антисоветский», в такой политике усматривалась «измена идеалам МПЛА».
Однако идеологические противоречия не являлись основой конфликта. В целом руководство МПЛА проводило единый политический курс. Различия состояли в нюансах, темпах, риторике. Большее значение имела борьба за власть и различные социальные ориентации. Nitistas протестовали против бюрократических порядков в МПЛА, коррупции и номенклатурных привилегий. Происходя в большинстве своём из деревенской бедноты, они позиционировались как представители трудящихся масс Анголы и требовали от партийно-государственного руководства «внимания к народу». Характерно, что наиболее популярны Nitistas были в Самбизанге — трущобном районе Луанды. Их опору составляла местная молодёжь, особенно гуманитарного уклона. Организационной формой стал футбольный клуб Progresso. Президентом ФК и частым судьёй на матчах был Ниту Алвиш.
Важным побудительным мотивом Алвиша и его сторонников являлось перераспределение власти: от верхушки МПЛА, сложившейся в годы войны за независимость — к новой партийной генерации, поднявшейся в гражданскую войну. Не случайно особенно популярен Алвиш был в молодёжной организации МПЛА. Другая линия раздела проходила между практиками партизанской войны, подобными Алвишу, и «политической богемой» МПЛА, к которой Nitisatas относили Нето и его окружение.
Nitistas требовали также расовой чистки властных структур — удаления из партийно-государственного аппарата белых и мулатов, замещения вакансий чернокожими африканцами. Нето и его сторонники настаивали на многорасовом характере партии и правительства. Nitistas возмущало сохранение прежней социальной иерархии, при котором неквалифицированный физический труд оставался уделом чернокожих, а госаппарат и интеллигенция в значительной степени комплектовались из белых и мулатов. Такую ситуацию они воспринимали как «превращение в Родезию» — сохранение расистских порядков после провозглашение независимости.

Белые и люди смешанной крови играют непропорциональную роль в управлении преимущественно чёрной нацией.

Ниту Алвиш

В ноябре 1975 — октябре 1976 Ниту Алвиш возглавлял Министерство внутренней администрации (MAI). Это ведомство превратилось в средоточие ультрарадикализма и орудие персональных амбиций министра. Административный ресурс министерства использовался для создания так называемого «Объединения коммунистов Анголы», что шло вразрез с принципом однопартийности. Однако MAI не располагало силовым ресурсом: полиция Анголы подчинялась военному ведомству, службы госбезопасности DISA — непосредственно главе государства.
Алвиш длительное время возглавлял I военно-политический округ МПЛА, к которому относилась Луанда. Он имел сильных союзников в парторганизации Луанды и офицерском корпусе ФАПЛА, вплоть до генерального штаба. Кроме того, он небезуспешно старался заручиться поддержкой ЦК КПСС. Именно Алвиш представлял МПЛА на XXV съезде КПСС. Реально высокая популярность Алвиша, ораторская харизма, имидж «человека из народа» позволяли выступать с популистскими обращениями к беднейшим слоям чернокожего населения Луанды.

### Противостоящие фигуры
Высшее руководство МПЛА и НРА, командование силовыми структурами на тот момент представляли
- Агостиньо Нето — президент (председатель) МПЛА, президент НРА
- Лусио Лара — генеральный секретарь МПЛА
- Энрике Каррейра — министр обороны НРА
- Лопу ду Нашсименту — премьер-министр НРА
- Луди Кисасунда — директор DISA
- Сантана Петрофф — командующий полицейским корпусом
- Жуан Нето Ксету — начальник генштаба ФАПЛА
- Сайди Мингаш — министр финансов НРА
- Дину Матрос — заместитель министра обороны по политической части
- Педру Тонья Педале — губернатор Уамбо

Ведущими лидерами Nitistas являлись
- Ниту Алвиш — министр внутренней администрации НРА, ранее командующий I военно-политическим округом МПЛА
- Жозе Ван Дунен — политкомиссар III военно-политического округа, бывший политкомиссар генштаба ФАПЛА
- Жакоб Каэтану, он же Бессмертный монстр/Monstro Imortal — командир 9-й бригады спецназа ФАПЛА
- Эдуарду Гомеш Бакалофф — политкомиссар ФАПЛА
- Эдуарду Эваристу — политкомиссар ФАПЛА
- Арсенио Мескита, он же Сианук, он же Тото — офицер ФАПЛА
- Луиш душ Пасуш — политкомиссар ФАПЛА
- Сита Валлиш — лидер молодёжной организации МПЛА, куратор общественных организаций
- Педру Фортанату — мэр Луанды
- Давид Машаду — министр торговли

### Начало партийной чистки
На пленуме ЦК МПЛА 23—29 октября 1976 года Ниту Алвиш и Жозе Ван Дунен были впервые прямо обвинены во «фракционности». Была принята резолюция против «раскольнической деятельности», выдержанная в угрожающем тоне. Ван Дунен несколько наивно предложил учредить комиссию для объективного расследования. Нето охотно согласился, комиссию возглавил министр иностранных дел Жозе Эдуарду душ Сантуш. Однако в комиссию был включён Жакоб Каэтану, принадлежность которого к Nitistas тогда не афишировалась. Это обеспечило Алвишу надёжный источник информации.
Алвиш был снят с правительственного поста, MAI расформировано. Закрывались газета Diário de Luanda и радиопрограмма Kudibanguela, ориентированные на Nitistas. С февраля 1977 года в отношении Алвиша начали проводиться оперативно-следственные мероприятия DISA. Подозрения во фракционности пали также на руководство молодёжной организации МПЛА во главе с Ситой Валлиш, женой генерала Ван Дунена.
По последующим оценкам, Ниту Алвиш и его сподвижники проявили большую наивность. Они доверчиво воспринимали оперативные игры DISA, раскрывали агентам госбезопасности свои планы. Сам Алвиш несколько раз готов был примириться с Нето — когда президент усыплял его бдительность критикой Каррейры и Лары и предложениями стать преемником.
21 мая 1977 года по инициативе президента Нето состоялось собрание партактива МПЛА. Оно приняло решение об исключении из партии Ниту Алвиша и Жозе Ван Дунена. Подготовленные Алвишем в защиту своей позиции «13 тезисов» (выдержанные в марксистско-ленинском духе) были отклонены. Арест обоих стал вопросом времени. Со своей стороны, Nitistas решились на уличное выступление.

### Подготовка к атаке
Чёткого общего плана они при этом не имели. Алвиш и Каэтану были готовы к силовой конфронтации, ставили целью отстранение Нето от власти. Жозе Ван Дунен занимал примирительную позицию, рассчитывал побудить Нето к реформам, исключал насилие и кровопролитие во внутрипартийных отношениях. При этом Nitistas считали подлинными лидерами режима мулатов Лару и Каррейру — тогда как чернокожего Нето не рассматривали в качестве серьёзного противника. Президента считали лишь «чёрной ширмой мулатской власти», рассуждали о его слабости и алкозависимости.
На стороне Nitistas выступило элитное подразделение ФАПЛА — 9-я бригада спецназа (обученные в СССР коммандос, считавшиеся победителями Битвы при Кифангондо). 23 мая 1977 года партсобрание бригады потребовало восстановления в ЦК Алвиша и Ван Дунена. К этому требованию стали присоединяться некоторые другие армейские части. Ответом стала массированная кампания против «фракционности» в официальных СМИ. 26 мая 1977 года Лара зачитал по радио специальное заявление Политбюро ЦК МПЛА.
Лидеры Nitistas решили действовать на упреждение. 24 мая Ниту Алвиш провёл экстренное тайное совещание с участием Ван Дунена, Бакалоффа и нескольких офицеров ФАПЛА; в тот же день он отдельно встретился с Каэтану. В самых общих чертах был намечен план действий.
Основные акции сводились к выводу на улицы 9-й бригады и массовой демонстрации сторонников, преимущественно из Самбизанги. Алвиш особо отметил, что обращаться с призывами следует «не только к пролетарским, но и к люмпен-пролетарским, и к уголовным элементам» — для максимально энергичного уличного напора. Расчёт строился на личной популярности вожаков мятежа. Предполагалось, что массовая народная поддержка обеспечит перевес сил. Присутствие кубинских войск практически не учитывалось — без всяких оснований Nitistas полагали, будто они останутся нейтральными.
Демонстрация силы должна была вынудить Агостиньо Нето к отставке и публичной передаче президентских полномочий Ниту Алвишу. Премьерство предназначалось Жозе Ван Дунену, военное министерство — Жакобу Каэтану, министерство внутренней администрации — Педру Фортунату, генеральный штаб ФАПЛА — Эдуарду Бакалоффу, органы госбезопасности — Арсенио Меските. Были распределены и другие министерства, но, что показательно, на экономический блок правительства кандидатур не нашлось. Принято решение о физической ликвидации Лусио Лары, Энрике Каррейры и заместителя директора DISA Энрике Онамбве (все трое были мулатами, происходили из зажиточных горожан и отличались особенно жёсткой враждебностью к Nitistas). В других случаях предполагалось действовать по обстоятельствам. Президента Нето предпочли бы оставить в живых, но полностью устранить из политики. Алвиш и его ближайшие сподвижники допускали его ликвидацию в случае активного противодействия но не информировали об этом единомышленников.
Обращение к ангольскому народу написала Сита Валлиш. В документе говорилось:

Правительство только что свергнуто. Народные массы Луанды и наши славные ФАПЛА с оружием в руках поднялись против голода, нищеты и репрессий, ставших уделом подавляющего большинства, против роскоши и коррупции меньшинства. По всей стране народ восстал против реакционеров и оппортунистов, захвативших руководство нашим славным МПЛА, которые провозглашая социализм, привели к власти мелкую буржуазию, угнетающую рабочих, крестьян, революционную интеллигенцию и патриотическую мелкую буржуазию.

Этот текст не удалось публично огласить.

## Выступление и разгром

### Попытка переворота
27 мая 1977 года начались демонстрации Nitistas в Самбизанге и других пролетарских кварталах Луанды. Выдвинулись бронемашины 9-й бригады. Произошли нападения на одиозных офицеров DISA. В четыре часа утра женское подразделение бригады под командованием Элвиры Консейсан Вириньи атаковало столичную тюрьму Сан-Паулу. Завязался ожесточённый бой, в котором победу одержали Nitistas. Они освободили близких по взглядам политзаключённых. Погиб крупный функционер DISA Элдер Феррейра Нето (белый португалец), куратор мест заключения. По одним данным, он был убит при штурме, по другим — покончил с собой, страшась попадания в плен. В то же время, не было даже попыток наступления на президентский дворец и штаб-квартиру DISA — объекты, где сосредотачивались силы подавления.
Предложение присоединиться к мятежу получили даже американские и британские наёмники, осуждённые за участие в войне на стороне ФНЛА, но они отказались покинуть камеры. Комиссар женского отряда Фернанда Делфино Нанди приказала их расстрелять; её с трудом отговорили мятежники-мужчины.
Отряд Nitistas, собранный Луишем душ Пасушем в Самбизанге, захватил Rádio Nacional. Мятежники обратились к народу. Они объявили о «новой марксистско-ленинской революции, аресте коррумпированных министров, пресечении сговора социал-демократов с маоистами» (последний тезис отражал коммунистический догматизм и просоветскую ориентацию). Последовал призыв к демонстрациям. Передача получилась сумбурной и с содержательной, и с технической стороны, реакция на неё была в основном недоуменной. Идеологическая риторика Nitistas так мало отличалась от официоза, что не все слушатели поняли её антиправительственную направленность. Поддержать мятежников пришли лишь несколько сотен человек.
Сита Валлиш повела агитацию среди рабочих, стараясь поднять их на восстание. Этот призыв получил определённый отклик, произошла серия нападений на правительственные объекты и их охрану. Значительная часть населения Луанды действительно поддержала Nitistas. Тому способствовали крайне тяжёлые социально-экономические условия, ответственность за которые возлагалась на правящую группу Нето. Однако поддержка была в основном пассивной, неорганизованной, несвоевременной, а главное — не имела массового характера. Главный расчёт Nitistas не оправдался. Большинство населения не увидело в мятеже ни принципиальной альтернативы, ни перспектив успеха.
Несколько видных деятелей МПЛА, ФАПЛА и DISA были взяты в заложники. Среди них оказались генералы и члены ЦК МПЛА Паулу да Силва Мунгунгу, Энрике Мануэл Коррэа Гонсалвиш, Эужениу Вериссимо да Кошта, министр финансов Сайди Мингаш. Все они принадлежали к высшему руководству МПЛА и ближайшему окружению президента Нето. Заложников доставили в Самбизангу и содержали в доме футболиста Киферро, под вооружённой охраной членов ФК «Progresso». Обращение с ними было весьма жестоким, их связали и избивали.
Начальник генштаба ФАПЛА Жуан Нето Ксету сумел оторваться от преследователей, угрожая гранатой. Некоторое время в руках мятежников находился генеральный комендант полиции Сантана Петрофф, но он догадался нанести себе лёгкое огнестрельное ранение, после чего Луиш душ Пасуш отправил его в госпиталь. Впоследствии душ Пасуш указывал на ситуацию с Петроффом как на доказательство гуманистичного настроя и отсутствия планов переворота.

### Контрудар властей
Энергичная атака временно парализовала государственное управление. Первоначально власти смогли выставить против мятежников только президентскую охрану, спецподразделение DISA и некоторые полицейские части. Однако президент Нето быстро организовал отпор, опровергнув свою репутацию несколько оторванного от жизни поэта. Вокруг него быстро собрались ключевые фигуры, срочно прибывшие из отлучек — Каррейра, Лара, Кисасунда, Петрофф. Заметную роль в подавлении мятежа сыграли также Жозе Эдуарду душ Сантуш, Лопу ду Нашсименту, Дину Матрос, руководитель молодёжной организации МПЛА в Луанде Бенту Бенту.
Правительство обратилось за помощью к командованию кубинского экспедиционного корпуса. Политическое решение принял Фидель Кастро после телефонного разговора с Агостиньо Нето. Приказ войскам отдал командующий кубинской военной миссией генерал Абелардо Коломе Ибарра, непосредственное командование осуществлял генерал Рафаэль Морасен Лимонта.
Массированное кубинское вмешательство решило исход противостояния. Бронемашины 9-й бригады не могли противостоять кубинским танкам. К двум часам дня все объекты были отбиты, столица вернулась под контроль властей. Ключевым боестолкновением явилось двадцатиминутный бой за радиостанцию. С правительственной стороны штурмом командовали кубинский генерал Лимонта и руководящие функционеры DISA — Энрике Онамбве и Антониу Делфин ди Каштру. Радиостанция была взята, демонстранты-Nitistas рассеяны танками с многочисленными жертвами. Спорадические столкновения продолжались до вечера, но 9-я бригада сдалась. Мятеж был подавлен.

Они не понимали, как совершаются государственные перевороты. Полагались на превосходство сил 9-й бригады и поддержку населения. Они представить себе не могли, что кубинцы применят танки для разгона демонстрантов.

Мятежники убили нескольких заложников. (Луиш душ Пасуш впоследствии утверждал, будто убийство совершила спецкоманда DISA, чтобы оправдать свои последующие действия. Но эта версия обосновывается только аналитически и не имеет фактологических подтверждений.) Лидеры Nitistas попытались скрыться в труднодоступной местности Северной Кванзы и развернуть партизанское движение против властей. Были случаи, когда обнаруженные Nitistas отстреливались при задержании. Бакалофф тайно вернулся в Луанду, рассчитывая организовать подполье. Но карательные экспедиции DISA и кубинских коммандос, жёсткое прочёсывание местности, взятие в заложники родственников исключили возможность организованного сопротивления.

Фракционеры не остановились перед убийством наших товарищей. Они действовали фашистскими методами. Мы найдём их живыми или мёртвыми. И не будем тратить времени.

Агостиньо Нето

Правительство ввело комендантский час и вывело на улицы столицы бронетехнику. Административные здания взяли под охрану кубинские подразделения. Последней отчаянной попыткой переломить ситуацию стало неудачное покушение на президента Нето. Ответственность за этот акт была возложена персонально на Педру Фортунату. 30 мая 1977 года он выступил с публичными признаниями (при очевидных следах побоев на лице).
Выступления в поддержку Nitistas вне Луанды были единичными и крайне малочисленными. Эпизоды отмечались в провинциях Маланже, Мошико, Бенгела, Бие. Такие акции пытались предпринять молодые активисты МПЛА и офицеры ФАПЛА. Во всех случаях они были быстро подавлены. Партактив и офицерский корпус в целом проявили лояльность действующей власти. В гарнизонах звучали предложения «двинуться и разгромить Луанду» — название обозначало внутрипартийную фронду. Оборону и безопасность столицы временно взяли на себя провинциальные гарнизоны.
Расчёт Алвиша на поддержку СССР также не оправдался. В Москве приняли объяснение происходящего от министра иностранных дел Анголы душ Сантуша. Планы Алвиша, пусть и просоветские, очевидно вели к дестабилизации ангольского режима, в чём Советский Союз никак не был заинтересован.

### Ликвидация мятежников
В первые месяцы после мятежа всю полноту власти в НРА сосредоточила Комиссия национальной безопасности (CNS) под председательством президента МПЛА и НРА Агостиньо Нето. Членами CNS также являлись генсек МПЛА Лусио Лара, министр обороны Энрике Каррейра, директор DISA Луди Кисасунда, его заместитель Энрике Онамбве, начальник генштаба ФАПЛА Жуан Нето Ксету. Поднялась волна репрессий, обысков и арестов. В выступлениях по телевидению и радио Нето требовал «вязать и стрелять». Специальный военный трибунал под председательством генерала Каррейры был назван Comissão das Lágrimas — «Комиссия слёз» (наряду с функционерами репрессивного аппарата в её состав включили «представителей общественности» — писателей Пепетелу, Энрике Абраншеша, Мануэла Руя, Жозе Луандину Виейру, Кошту Андраде).

Сегодня мы продемонстрировали: никакой революции в Анголе нет.

Агостиньо Нето, 27 мая 1977

Участники неудачного мятежа постепенно обнаруживались и подвергались расправам. Главных лидеров Nitistas — Алвиша, Ван Дунена, Каэтану, Валлиш — доставляли в луандскую крепость Сан-Мигель, где подвергали допросам и жестоким пыткам. Ниту Алвиш был схвачен 7 июля, по другим данным 14 июля, близ своей родной деревни Пири в Дембуше. По информации душ Пасуша, карательным отрядом командовали бывший активист УПА/ФНЛА и бывший сотрудник ПИДЕ — оба стремились скорее отчитаться перед Кисасундой о ликвидации «главаря фракционеров». В мае 2001 года бывший ангольский военный по имени Жуан Кандада (к тому времени проживавший в Испании) сообщил, что лично совершил убийство Алвиша, труп был утоплен в океане.
Жертвами бессудных казней стали Жозе Ван Дунен, Сита Валлиш, Жакоб Каэтану, Эдуарду Гомеш Бакалофф, Эдуарду Эваристу, Педру Фортунату, Элвира Консейсан, Фернанда Делфино, министр торговли Давид Машаду, функционер правительственного аппарата Руй Коэлью, самбизангский футболист Киферро. Сита Валлиш попыталась тайно обратиться в советское посольство — передать письмо через Изабел Пенагиан, жену своего брата Адемара, начальника управления тяжёлой промышленности в Минпроме НРА. Пенагиан попала на допрос к Онамбве, который пригрозил ей казнью мужа, но обещал сохранить ему жизнь при немедленной передаче письма. Изабел согласилась на это, письмо было отдано, но обещание не выполнено. Хотя Адемар Валлиш не имел никакого отношения к событиям 27 мая, однако близкое родство с Ситой оказалось достаточным для казни. Он был арестован, почти год провёл в тюрьме и расстрелян в марте 1978 года. Особенный резонанс вызвала смерть Бакалоффа, обстоятельства которой более известны, нежели других Nitistas. На его примере демонстрировалось, что статус национального героя не только не даёт иммунитета, но может послужить отягчающим обстоятельством при выступлении против государственной власти.
Развернувшиеся репрессии продолжались около двух лет, до смерти Агостиньо Нето.

Главным инструментом репрессий являлась ДИСА. Но даже её функционеры в немалом количестве попадали под каток. «Это был час торжества дьявола, — через 35 лет рассказывает Педру Гомеш, в мае 1977-го офицер госбезопасности в Бенгеле. — ДИСА тоже была жертвой. Нет, не структура. Но — люди, которые в ней служили. Поэтому, когда я слышу, что ДИСА это палачи, то всегда отвечаю: палачом была система». Что же это за система, напрашивается вопрос. Прямо Гомеш не отвечает. Но догадаться можно. Хотя бы из его же фразы: «Если МПЛА считает себя невиновной, отчего не сделать такое заявление? Зачем молчать?»

С Гомешем беседовала в мае 2012 года португальский историк Далила Матеуш. Потом журналисты беседовали с ней. И спросили: кто совершил резню, Каррейра или Лара? «Несомненно, они тоже, — отвечала Матеуш. — Но главным чудовищем был Нето».

Заявления МПЛА в том плане, о котором говорил офицер DISA Гомеш, впоследствии были сделаны.

## Политические последствия

### Партийная оценка
12 июля 1977 года руководство МПЛА выступило с официальным заявлением. События 27 мая были квалифицированы как попытка государственного переворота, подготовка к которому началась ещё до провозглашения независимости страны — с 1974 года.
Группа Нито Алвиша характеризовалась как «псевдореволюционная» и находящаяся в союзе с ФНЛА, УНИТА, США, ЮАР и Заиром, несмотря на то, что её участники были заклятыми врагами движений Холдена Роберто и Жонаша Савимби. Идеология Алвиша квалифицировалась как «маоизм» (говорилось также о «поверхностном прочтении Ленина»). Отмечалось, что «в целях враждебной агитации использовалось недовольство объективными экономическими трудностями».
Перед партией ставилась задача «преодолеть пассивность аппарата в сложной ситуации» и действовать по-военному. Были расформированы как политически неблагонадёжные провинциальные комитеты МПЛА в Луанде, Маланже, Бенгеле и Южной Кванзе. Правящая верхушка приняла на вооружение важные элементы программы разгромленных «фракционеров». Был принят ряд внутриполитических мер по централизации и ужесточению режима в духе установок Алвиша. В декабре 1977 года на I съезде МПЛА марксизм-ленинизм — как и требовал Нито Алвиш — был утверждён в качестве партийной идеологии. МПЛА окончательно превратилась в централизованный монолит без признаков инакомыслия.
Произошло кратковременное, но заметное охлаждение отношений между НРА и СССР. Агостиньо Нето предъявлял Леониду Брежневу претензии за поддержку Nitistas. Связи с КПСС (как у Ниту Алвиша) и особенно с Португальской компартией (как у Ситы Валлиш) на некоторое время превратились в компромат для члена МПЛА. Несколько дней риторика официоза МПЛА граничила с антикоммунизмом. Однако довольно скоро эти сложности были улажены, поскольку никакой конкретной советской поддержки Nitistas не получили. Португальская КП выступила с заявлением, полностью отражавшим позицию Нето. Вскоре был проведён фестиваль партийной газеты Avante! — МПЛА на этом мероприятии демонстративно представлял Онамбве.
Ещё одним следствием мятежа стало возвышение Жозе Эдуарду душ Сантуша. Он сыграл важную роль в подавлении мятежа. Как министр иностранных дел он подготовил объяснение ситуации для СССР. Эти заслуги были учтены президентом Нето. Душ Сантуш приблизился к главе партии и государства, занял доминирующие позиции в руководстве и в 1979 году оказался преемником Нето во главе МПЛА и НРА.

### Репрессии силовых структур
Среди репрессированных после подавления мятежа «фракционеров» было много кадровых функционеров МПЛА, военных, молодёжных активистов. Репрессиям подвергались все подозреваемые в симпатиях к Алвишу, от подростков до глубоких стариков, и даже те, кто 27 мая находился за пределами Анголы.
Главными организаторами террора выступали Нето, Лара, Каррейра, Кисасунда, Онамбве. Спецкоманды DISA под руководством Кисасунды и Онамбве проявляли чрезвычайную жестокость. Особенно жестокие преследования обрушились на жителей луандской Самбизанги, где были убиты заложники из партийной элиты. Кубинские танки сносили дома, агенты DISA разыскивали сторонников Nitistas. Самыми опасными считались игроки ФК «Progresso» — после жёсткого допроса их расстреливали на месте. По некоторым последующим оценкам, практически каждая местная семья потеряла одного-двух человек. Происходящее здесь расценивалось как своего рода социальная война.
По официальным данным, после подавления мятежа было казнено около 15 тысяч человек. В то же время, по данным ангольской оппозиции, общая численность погибших составляет до 30 тысяч человек, а по некоторым оценкам, достигает 80 тысяч. Были переполнены все действующие тюрьмы с большим превышением лимита, срочно устроены специальные лагеря. Многие мужчины и женщины подвергались жесточайшим пыткам. Большинство из них не имели отношения к конфликту в правящей элите и уничтожались по подозрению в нелояльности.
Однако в июле 1979 года DISA был расформирован за «допущенные эксцессы». На руководителей ведомства президент Нето возложил ответственность за широкое недовольство и возмущение массовыми репрессиями. Функции DISA были переданы Министерству внутренних дел, затем Министерству госбезопасности, которое возглавил Кунди Пайхама.

### Историческое значение мятежа
Ангольский «Мятеж фракционеров» вызывает у историков исторические параллели с внутрипартийной борьбой в СССР, попыткой Троцкого и его сторонников захватить власть в середине 1920-х годов. Троцкисты, подобно Nitistas, обвиняли партийное руководство в предательстве революционных идеалов, выступали против НЭПа, опирались в своей борьбе на молодёжный актив. Последующие репрессии, соответственно, напоминают политику сталинских репрессий 1930-х годов.
Марксистско-ленинский курс МПЛА продолжался более десятилетия, закончившись лишь к концу 1980-х. В 1990 году руководство партии отказалось от коммунистической идеологии и взяло курс на авторитарную капитализацию страны. К этому времени в стране были задушены эгалитаристские настроения, роскошество правящей элиты и коррупция на фоне массовой нищеты стали повседневностью.

## Память в современности
Длительное время «Мятеж фракционеров» 1977 года и судьбы его участников оставались в Анголе «табуированной» темой. Заявление Политбюро ЦК МПЛА, несколько меняющее прежние подходы, было сделано лишь в 2002 году, к 25-летию событий. Дата 27 мая 1977 года причислялась к трагическим событиям, признавались «перегибы, допущенные компетентными органами при восстановлении порядка». В то же время правота руководства МПЛА и официальные оценки «фракционеров и убийц, совершивших попытку контрреволюционного переворота», не ставились под сомнение. При этом за три месяца до этого заявления в Анголе завершилась 27-летняя гражданская война, и власти делали жесты компромисса в отношении оппозиции.
Спустя 11 лет, 27 мая 2013 года, было опубликовано новое заявление Политбюро ЦК МПЛА, посвящённое этим событиям. Выступление Nitistas объяснялось «незрелостью некоторых членов партии», жёсткость подавления («негативные эпизоды») — обстоятельствами гражданской войны. Подчёркивалось, что после окончания войны в Анголе установлены «демократическая законность и терпимость». При этом в документе содержалось жёсткое предостережение «гражданам, которые, не будучи вовлечёнными в те события, используют их в политических целях для разжигания розни».
В ангольской оппозиционной среде, особенно среди молодёжи, возникла тенденция — даже вопреки историческим фактам — представлять Ниту Алвиша и его сторонников в качестве борцов за демократические преобразования. Расправа с ними рассматривается в таком контексте как преступление диктаторского режима МПЛА.
Оппозиционные правозащитники Анголы создали Фонд 27 мая (президент — Силва Матеуш), который инициирует рассмотрение в Международном уголовном суде дело по обвинению в геноциде. Обвинение предъявляется ряду ангольских и кубинских руководителей, в том числе Жозе Эдуарду душ Сантушу. В 2016 году Фонд выступил с протестом против позиции ЦК МПЛА, «пытающегося обелить кровавую фигуру Агостиньо Нето».

Жертв 27 мая обвиняли в буржуазности, хотя они не имели ни одного банковского счёта. Сегодня их палачи могут похвастаться миллиардами долларов, спрятанными на Западе, в Азии, США и Латинской Америке. Их называли агентами североамериканского империализма, но разве они потом приглашали в правительство Жонаша Савимби и Холдена Роберто? Может быть, будь это так, мы бы предотвратили разрушение страны, гибель сотен тысяч ангольцев?

20 мая 2017 потомки погибших Nitistas (в том числе Жуан Эрнешту Валлиш Ван Дунен, сын Жозе Ван Дунена и Ситы Валлиш) направили коллективное письмо президенту Анголы Жозе Эдуарду душ Сантушу.

Эта часть нашего прошлого, 27 мая 1977 года, стёрта из нашей истории с помощью коллективной амнезии. Страна мало знает о жертвах и обстоятельствах их смерти. Когда и как они были убиты? Как они могли ответить на обвинения, имея лишь минимальные гарантии защиты в суде? Кем были их палачи и где они сейчас? Эти и многие другие вопросы требуют разъяснений… Рана, нанесённая 27 мая 1977 года, ещё не затянулась. Мы используем последний шанс обратиться к Вашему Превосходительству. Тёмный период 40 лет назад сделал нас сиротами. Мы понимаем, что от его преодоления зависит судьба Анголы. Мы верим, что страна с гордостью вспомнит тех женщин и мужчин, которые стремились к созданию лучшего общества.

Один из активистов оппозиционного движения, осуждённый в 2016 году вместе с рэпером Иконокластой, носит имя Мануэл Кивонде Баптиста Ниту Алвиш. Он подчёркивает это как символическое совпадение и требует покаяния властей перед погибшими в 1977 году. Ангольская внесистемная оппозиция (молодёжная сетевая структура Революционное движение) проводит акции памяти трагических событий 1977 года. Полиция жёстко пресекает такие попытки. 27 мая 2014 года подвергся задержанию и избиению Мануэл Ниту Алвиш с группой товарищей. 27 мая 2017 года полицейское спецподразделение в Луанде задержало десять демонстрантов, причём в операции по пресечению акции задействовался вертолёт.
В январе 2018 года группа прямых потомков убитых nitistas создала организацию M27 (M — от Memória, Память, 27 — от 27 мая). Целью организации заявлена защита памяти родителей, огласка правды об их судьбе и возведение мемориала.
Из ведущих лидеров остался в живых Луиш душ Пассуш. Он скрывался в деревнях и лесах почти тринадцать лет, легализовался в период политических реформ. Участники подавления Nitistas обвиняли его в убийстве министра Мингаша. Взгляды душ Пасуша эволюционировали в общедемократическом направлении. Он основал Партию демократического обновления, в 1992 году вёл переговоры с Жонашем Савимби, но договориться о сотрудничестве не удалось.

## Переоценка в «оттепель»
В сентябре 2017 года в Анголе произошла смена верховной власти: Жозе Эдуарду душ Сантуш оставил пост президента, его преемником стал Жуан Лоренсу. Год спустя президент Лоренсу стал также председателем правящей МПЛА. В ангольской политике обозначились определённые перемены. Новый глава государства стал подвергать предшественника критике за авторитарное правление и коррупцию, сделал позитивные жесты в адрес оппозиции, допустил общественные дискуссии. Наблюдатели сравнивают курс Лоренсу с Хрущёвской оттепелью. Существенно было также, что новый президент не принимал непосредственного участия во внутрипартийном конфликте и кровопролитии 1977 года (его жена Ана Лоренсу была арестована и несколько недель провела в тюрьме).
19 ноября 2018 года в правительственном официозе Jornal de Angola появилась установочная статья «Правительство признает перегибы 27 мая». Автор — министр юстиции Анголы Франсишку Мануэл Кейрош — назвал «чрезмерной» реакцию тогдашних властей на выступление Nitistas, признал факты произвольных арестов и казней, заявил о необходимости помнить те события, дабы не допустить их повторения в будущем. Это стало первой критикой репрессий 1977 года на официальном уровне. Комментаторы, однако, не были уверены, насколько последовательным станет этот процесс, требовали открытия архивов, решительного осуждения политических расправ, проведения радикальных демократических реформ.
В 2019 году был учреждена правительственная Комиссия по примирению и памяти жертв политических конфликтов (CIVICOP) под председательством министра Кейроша. В задачи комиссии были поставлены разбирательства актов внутреннего политического насилия 1975—2002 годов (от провозглашения независимости до завершения гражданской войны) с позиций примирения, формулирование официальных оценок таких событий, хранение памяти и обнаружение останков погибших. Первым из разбираемых эпизодов являлся «Мятеж фракционеров». Кейрош говорил об «исправлении ошибок» и «всеобщем прощении», но при этом уточнял, что речь не идёт о политическом и тем более юридическом осуждении какой-либо стороны. Не предусматривались и компенсации жертвам.
Два года спустя, 26 мая 2021 — к 44-й годовщине событий — официально выступил президент Жуан Лоренсу. Он заявил об «искреннем раскаянии» и принёс извинения за «непропорциональное» применение силы и преследования невиновных со стороны государства. Также Лоренсу призвал представителей всех политических сил поступить аналогичным образом и в качестве примеров отметил эпизоды внутрипартийного насилия в УНИТА. Несмотря на оговорки, выступление президента означало принципиальное изменение официального отношения к событиям 1977 года.
13 июня 2022 года останки Ниту Алвиша (также Жакоба Каэтану, Арсениу Жозе Лоренсу Мескита, Илидио Рамалете Гонсалвиша) были захоронены в Луанде на кладбище Алту-даш-Крузиш. Церемония носила официальный торжественный характер. От президента Лоренсу присутствовал начальник его службы безопасности и военной канцелярии Франсишку Фуртадо, от правительства — министр юстиции Франсишку Кейрош, министр внутренних дел Эужениу Лаборинью, министр телекоммуникаций Мануэл Омем.